# 134 Sophrosyne
Sophrosyne /soʊˈfrɒsɪniː/ (định danh hành tinh vi hình: 134 Sophrosyne) là một tiểu hành tinh lớn ở vành đai chính. Nó có bề mặt quá tối và thành phần cấu tạo của nó dường như bằng cacbonat nguyên thủy. Ngày 27 tháng 9 năm 1873 nhà thiên văn học người Đức Robert Luther phát hiện tiểu hành tinh Sophrosyne khi ông thực hiện quan sát tại Đài quan sát Düsseldorf-Bilk và được đặt tên theo khái niệm sophrosyne, thuật ngữ của Plato chỉ sự "điều độ".
Ngày 24 tháng 11 năm 1980, các nhà quan sát ở Hoa Kỳ đã quan sát thấy 134 Sophrosyne che khuất sao. Thông tin thời gian từ sự kiện này cho phép ước tính đường kính của Sophrosyne là 110 km.